# Nersornaat
Der Nersornaat („womit man ehrenwert ist“) ist die am 1. Mai 1989 im Rahmen des zehnjährigen Jubiläums der Hjemmestyre eingeführte Verdienstmedaille Grönlands.

## Aussehen

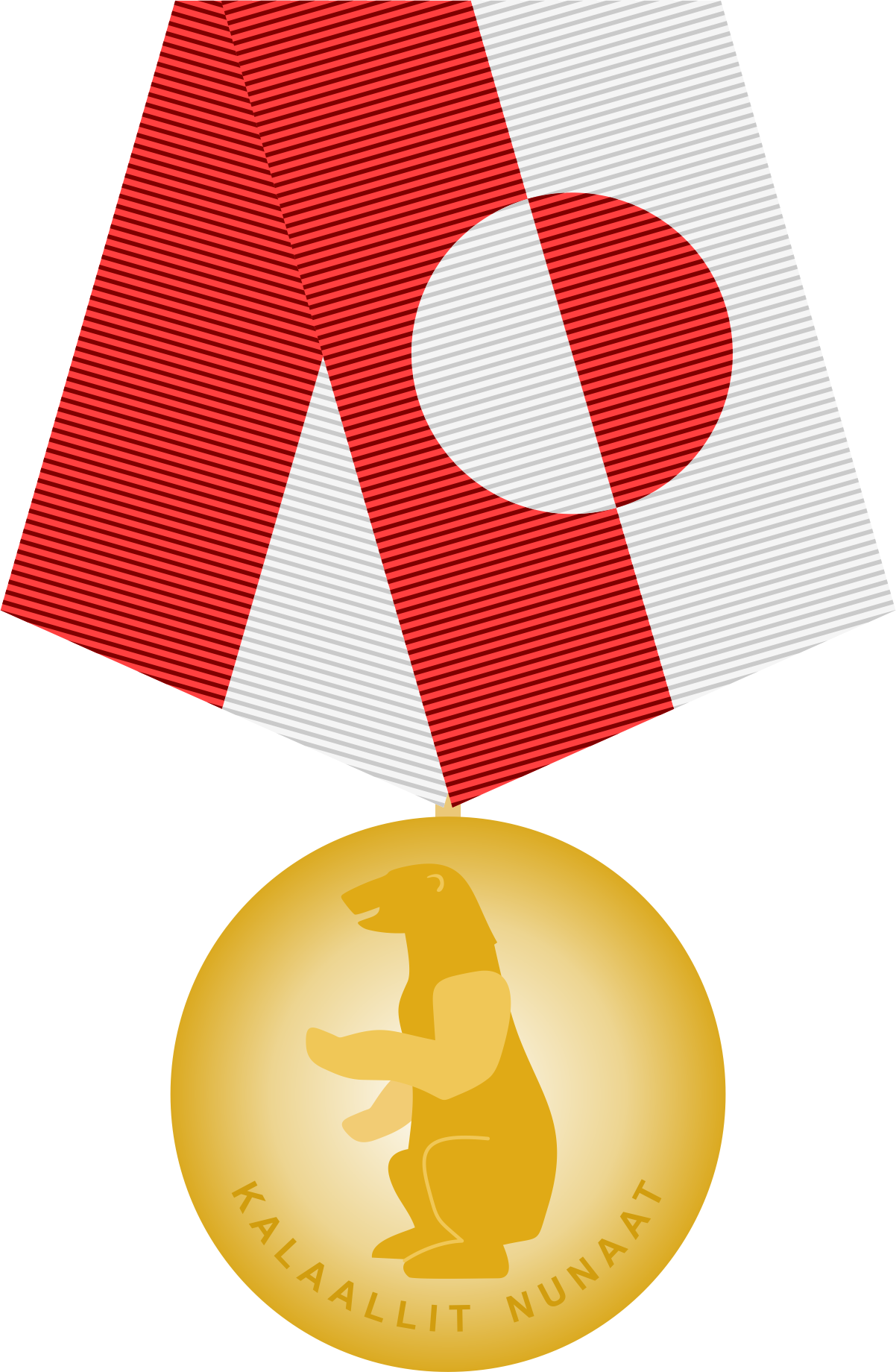
Der Nersornaat in Gold

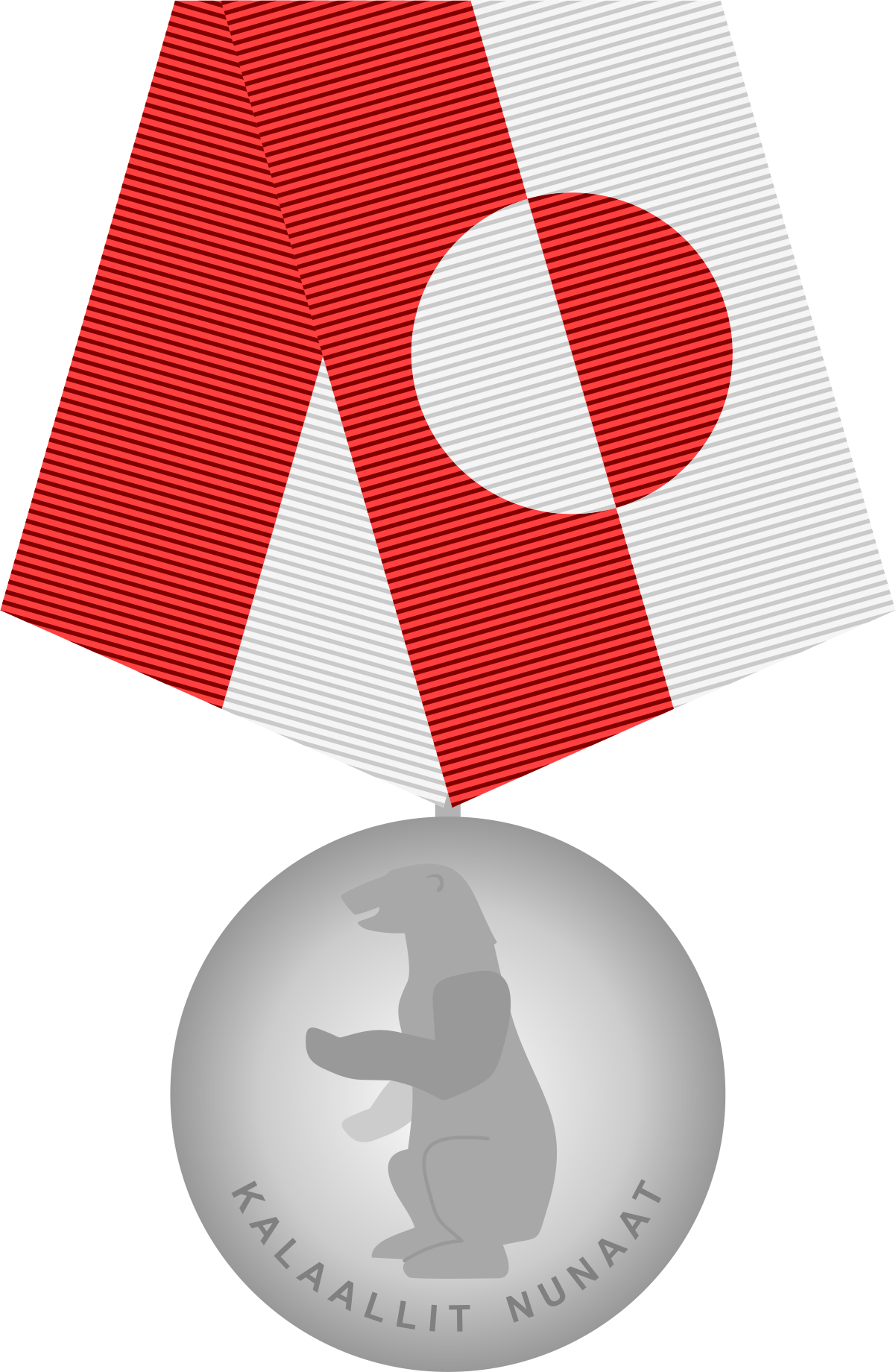
Der Nersornaat in Silber

Die Medaille wurde vom grönländischen Künstler Jens Rosing gestaltet, besteht aus grönländischen Materialien, hat einen Durchmesser von 30 mm und wiegt 32 g in Gold und 20 g in Silber. Auf der Vorderseite ist der Eisbär aus dem Wappen Grönlands zu sehen sowie die Inschrift KALAALLIT NUNAAT („Grönland“). Auf der Rückseite ist der Arktische Mohn abgebildet sowie die Inschrift NERSORNAAT. Die Prägung übernimmt die dänische Staatsmünzerei Den Kgl. Mønt, während für die Lieferung M. W. Mørch & Søns Eftf. zuständig ist. Die Medaille befindet sich an einem Band in rot und weiß, das wie die Flagge Grönlands gestaltet ist.

## Verleihung
Seit 2010 gelten folgende Bestimmungen für die Verleihung des Nersornaat: Der Nersornaat wird vom Parlamentspräsidium des Inatsisartut nach Absprache mit dem Naalakkersuisut verliehen. Die Verleihung kann sowohl aus Eigeninitiative sowie auf Vorschlag geschehen. Das Parlamentspräsidium kann die Verleihung auch an ein anderes Parlaments- oder Kabinettsmitglied übertragen. Der Nersornaat kann an dänische (sprich Grönländer, Färinger und Dänen) und ausländische Staatsbürger verliehen werden, die über eine längere Periode ein großes Verdienst um Grönland geleistet haben. Die Medaille kann in Gold oder Silber verliehen werden, wobei die Goldmedaille nicht mehr als einmal jährlich, die Silbermedaille nicht mehr als fünfmal jährlich verliehen werden sollte. Ausnahmen sind zugelassen (historisch wurde die Medaille deutlich häufiger verliehen). Die Goldmedaille muss im Todesfall zurückgegeben werden, während die Silbermedaille behalten werden darf. In besonderen Fällen kann der Nersornaat wieder entzogen werden (dies ist noch nie geschehen).

## Kommunaler Nersornaat
Ende November 2019 wurde ein kommunaler Ableger des Nersornaat eingeführt. In der Kommune Qeqertalik kann er maximal einmal pro Jahr in jedem der zwölf Orte verliehen werden, in Ausnahmefällen auch mehrmals. Er kann wie der nationale Nersornaat an Grönländer und Ausländer verliehen werden, die sich um die Kommune verdient gemacht haben. Die Medaille zeigt das Wappen der Kommune Qeqertalik, ist silber und befindet sich gemäß der Wappenfarben an einem blau-weißen Band. Nach der Erstverleihung wurde die Medaille nicht wieder verliehen.

## Träger
Für eine Liste aller Träger des Nersornaat siehe Liste der Träger des Nersornaat.